# Gravesova bolest
Gravesova bolest ili Basedowljeva bolest je vrsta hiperfunkcije štitnjače koju, osim kliničke slike hipertireoze (osjećaj vrućine, nemir, nervoza, pojačano znojenje, povišen bazalni metabolizam, mršavljenje), karakterizira trijas: tahikardija, egzoftalmus i difuzna struma (katkad se svaka jače izražena hipertireoza naziva Basedowljeva bolest iako nema sva ova tri karakteristična simptoma).
Ova bolest ubraja se u bolesti koje uzrokuje antitijelo koje potiče štitnjaču na stvaranje previše tiroidnog hormona. Ona zahvaća cijelu štitnjaču i zato se zove još i difuzna toksična guša (u potpunosti uvećana štitnjača koja luči previše hormona štitnjače). 

## Znakovi i simptomi
Za nju je karakteristično postojanje tri glavna simptoma: egzoftalmus, iako ne i uvijek prisutan (izbočene oči ili jedno oko), znatno povećanje čitave žlijezde na vratu i rjeđe izdignuta, crvena koža u području iznad potkoljenica. Oči se izbočuju izvan očne duplje u hipertireozi zbog odlaganja tvari iza očne jabučice u očnoj duplji. To izbočenje uzrokuje kod oboljelih zurenje očima, otežano kretanje očnim jabučicama, jer očni mišići ne mogu pratiti izbočene očne jabučice, tako da se javljaju i dvoslike kod oboljelih. Vjeđe se zbog izbuljenih očnih jabučica ne mogu u potpunosti zatvoriti, tako da su česte suhoća i infekcije očiju. Očni simptomi mogu još dugo zaostati nakon smirenja rada štitnjače u Gravesovoj bolesti. 

## Liječenje
Očni se simptomi mogu olakšati podizanjem uzglavlja kod spavanja, primjenom kapi za oči, spavanjem s pričvršćenim zatvorenim očnim vjeđama i ponekad uzimanjem diuretika (lijekova za poticanje mokrenja). Dvoslike se mogu ublažiti nošenjem naočalama s prizmama. Iznimno je za liječenje očnih simptoma potrebna primjena kortikosteroidnih lijekova, rendgensko liječenje očnih duplji ili operacija oka. 
Kod Gravesove bolesti zbog odlaganja iste tvari kao u očnoj duplji iza očne jabučice, ista tvar ali rjeđe može se odlagati na kožu, najčešće iznad potkoljenica. Zadebljano područje može svrbiti i biti crveno, a na pritisak prstom može biti tvrdo. Svrbež i crvenilo kože može se olakšati kortikostreoidnim kremama, mazanjem lokalno na mjestu promjene na koži ali ne dulje od 10 dana. Ovaj problem najčešće nestaje spontalno, nekoliko mjeseci ili godina nakon smirivanja simptoma Gravesove bolesti.

## Povijest
Bolesti štitnjače drevne su bolesti čovječanstva. Obilježja tih bolesti nalaze se u rezbarijama religijskih likova na spomenicima kulture Hindusa, starog Egipta, stare Grčke i Rima.
Prije Krista i kasnije, u religijsko-filozofskom shvaćanju života i smrti, guša (struma) i egzoftalmus smatrani su posebnim “znakom božjim”. Bolesti smanjene funkcije štitnjače (hipotireoza, miksedem, kretenizam i dr.) smatrane su “kaznom božjom”, odnosno “pravednom” kaznom za grijehe predaka.
Na području srednje Europe, koja je bila pod utjecajem austrougarske medicinske škole, tada čuveni kliničar Robert James Graves, 1935., opisao je kliničku sliku egzoftalmičke gušavosti – Gravesove bolesti. Carl von Basedow, 1840. godine, opisao je Basedowljevu bolest.
Unatoč poznavanju kliničke slike i patološkoanatomskog supstrata, uzrok i način nastajanja (etiologija i patogeneza) Basedowljeve bolesti niti do danas nisu u cijelosti poznati, iako se uspješno liječe tijekom posljednjih desetljeća.
Polovinom 19. stoljeća operacijski način liječenja bolesti štitnjače u europsku medicinu uveo je Teodor von Billrot sa svojim učenikom Teodorom Kocherom. Oni su izvršili, u to vrijeme vrlo složenu operaciju odstranjenja štitnjače (tireoidektomiju).